# Rúth (Biblia)
Rúth moabita származású nő. Dávid zsidó király dédanyja, Boáz férje felesége, Obed anyja, az Ószövetség Rúth könyvének az írója. Történetét a Bibliából ismerjük.

## Története
A Biblia elmondása szerint Rúth a zsidó Elimélek és Naómi menye volt Orpával együtt, aki szintén moabita lány volt. Elimélek családjával a betlehemi éhség miatt Moábba költözött, ahol azonban ő és két fia (Mahron és Kiljon) is meghalt. A megözvegyült Naómi ekkor visszaindult menyeivel betlehem városába, azonban útközben megpróbálta lebeszélni őket, hogy vele tartsanak. Orpa ennek hatására búcsút vett anyósától és visszament Moábba, Rúth azonban ragaszkodott hozzá, és velement. Betlehem földjén Rúth segédkezett anyósának és Boáz földjén búzát szedegetett, hogy kenyeret süthessen. Boáz megkedvelte Rúthot és legközelebbi rokona lévén megváltotta, vagyis feleségül vette, hogy ezáltal Eliméleknek magot támasszon. Közös fiuk Obed lett, aki Isai apja és ezáltal Dávid király nagyapja lett.